# Lenka Plačková
Lenka Hraj, rojena kot Lenka Plačková, češka pevka in igralka, * 11. julij 1975
Od srednjih 1990. let je članica Banjo Banda Ivana Mládka. V svojih predstavah običajno nastopa z očali z debelimi lečami in upodablja tip izjemno naivne in trmaste »piflarke«.
Poleg začetnega Čundrcountryshowa je igrala tudi v ostalih Mládkovih serijah, Country estrada, Cyranův ostrov in Noha 22.

## Televizijske vloge (izbor)
- Noha 22 (2011, situacijska komedija Ivana Mládka, vloga sestre Zuzane)
- Cyranův ostrov (2009–2010, situacijska komedija Ivana Mládka, vloga grofice Cyranove)
- Zlaté televizní úsměvy aneb To nejlepší z televizní zábavy (2007)
- Country estráda (2001)
- Čundrcountryshow (1994, zabavna tekmovalna televizijska oddaja Ivana Mládka)